# Yuli
Yuli és una pel·lícula espanyola de l'any 2018, dirigida per Icíar Bollaín escrita per Paul Laverty i protagonitzada per Carlos Acosta, Santiago Alfonso, Keyvin Martínez i Edison Manuel Olvera.

## Argument
Yuli és el sobrenom de Carlos Acosta. El seu pare Pedro li diu així perquè li considera el fill d'Oggun, un déu africà, un lluitador. No obstant això, des de petit, Yuli sempre ha fugit de qualsevol mena de disciplina i educació. Els carrers d'una Havana empobrida i abandonada són la seva aula particular. El seu pare en canvi no pensa el mateix, sap que el seu fill té un talent natural per a la dansa i per això l'obliga a assistir a l'Escola Nacional d'Art a Cuba. Malgrat les seves repetides escapades i la seva indisciplina inicial, Yuli acaba sent captivat pel món del ball, i així, des de petit començarà a forjar la seva llegenda, arribant a ser el primer ballarí negre que aconseguirà interpretar alguns dels papers més famosos del ballet, originalment escrits per a blancs, en companyies com el Houston Ballet o Royal Ballet de Londres.

## Repartiment
- Carlos Acosta, com ell mateix;
- Keyvin Martínez, com Carlos Acosta jove;
- Edison Manuel Olvera, com Carlos Acosta nen;
- Santiago Alfonso, com Pedro Acosta;
- Laura de la Uz, com la mestra Chery;
- Yerlin Pérez, com María (Dulce María Quesada, la mare);
- Mario Elías, com Mario;
- Andrea Doimeadiós, com Berta Acosta Quesada;
- Carlos Enrique Almirante, com Enrique;
- César Domínguez, com Opito;

- Betiza Bistmark Calderón, com Marilín Acosta Quesada.

## Premis i nominacions
XXXIII Premis Goya
| Categoria              | Nominats                                       | Resultat |
| ---------------------- | ---------------------------------------------- | -------- |
| Millor actor revelació | Carlos Acosta                                  | Nominat  |
| Millor So              | Eva Valiño, Pelayo Gutiérrez i Alberto Ovejero | Nominat  |
| Millor música original | Alberto Iglesias                               | Nominat  |
| Millor guió original   | Paul Laverty                                   | Nominat  |

74a edició de les Medalles del Cercle d'Escriptors Cinematogràfics
| Categoria           | Nominats         | Resultat |
| ------------------- | ---------------- | -------- |
| Actor revelació     | Carlos Acosta    | Nominat  |
| Millor guió adaptat | Paul Laverty     | Nominat  |
| Millor fotografia   | Álex Catalán     | Nominat  |
| Millor música       | Alberto Iglesias | Nominat  |

Premis Platino
| Categoria              | Nominats         | Resultat  |
| ---------------------- | ---------------- | --------- |
| Millor Música Original | Alberto Iglesias | Guanyador |